# Tara Karsian
Tara Karsian (5 augustus 1965, Los Angeles) is een Amerikaanse actrice.

## Biografie
Karsian werd geboren in Los Angeles als dochter van Pat Carroll in een gezin van drie kinderen. Zij doorliep de high school aan de Beverly Hills High School in Beverly Hills. 
Karsian begon in 1990 met acteren in de televisieserie Alf, waarna zij nog meerdere rollen speelde in televisieseries en films. 

## Filmografie

### Films
Uitgezonderd korte films.
- 2019 The Cleansing Hour - als stem van Possessed Lane
- 2019 Mother's Little Helpers - als tante Trashcan
- 2018 Beerfest: Thirst for Victory - als Brenda
- 2017 Wind River - als Ingrid
- 2016 People You May Know - als Philomena
- 2016 The GPS Zone - als Loraine
- 2014 BFFs - als Kat
- 2013 First Period - als ms. Wood
- 2012 Sissy Pants - als bankmedewerkster
- 2011 Terri - als mrs. Davidson
- 2010 Gerald - als Ethel
- 2009 Group - als dr. Ellen Berg
- 2008 Hit Factor - als Tara
- 2008 Ready? OK! - als zuster Vivian
- 2007 The Pink Conspiracy - als mrs. Reilly
- 2007 The Number 23 - als klerk Box Company
- 2006 Outside Sales - als Dominique
- 2004 Envy - als lab assistente
- 2000 Boys Life 3 - als vrouw bij groepstherapie
- 1992 Single White Female - als sollicitante

### Televisieseries
Uitgezonderd eenmalige gastrollen.
- 2021-2022 The Morning Show - als Gayle Burns - 7 afl.
- 2019 American Horror Story - als chef Bertie - 3 afl.
- 2017 Doubt - als Tanya - 8 afl.
- 2014-2017 Review - als Lucille - 21 afl.
- 2017 Beerfest - als Brenda - 2 afl.
- 2017 K.C. Undercover - als Crystal - 2 afl.
- 2016 Shut Eye - als Fabiana - 2 afl.
- 2016 Last Will and Testicle - als Cathy - 2 afl.
- 2015 Blood & Oil - als Van Ness - 5 afl.
- 2014-2015 Liv and Maddie - als mrs. Kneebauer - 3 afl.
- 2014 Anger Management - als Phyllis - 2 afl.
- 2013 Shameless - als Celia - 2 afl.
- 2012 Waffle Hut - als dr. Keel - ? afl.
- 2008-2010 The Mentalist - als medisch onderzoekster - 2 afl.
- 2009 Rise and Fall of Tuck Johnson - als Petunia Childs - ? afl.
- 2005-2009 ER - als maatschappelijk werkster Liz Dade - 7 afl.
- 2008 Prison Break - als Georgie - 2 afl.
- 2008 G.I.L.F. - als Lottie - ? afl.
- 2008 12 Miles of Bad Road - als hulpsheriff Deborah Falcon - 5 afl.
- 2006 Lovespring Interantional - als Figgy Kristopher - 3 afl.
- 2001 Emeril - als verpleegster Amy Smearball - 4 afl.
- 1996-1997 Silk Stalkings - als Marnie Willis - 2 afl.
- 1996 Life's Work - als Emily - 3 afl.
- 1992 Baby Talk - als Lillian - 5 afl.